# Larger than Life (chanson)
Pour les articles homonymes, voir Larger than Life.
Singles de Backstreet Boys
I Want It That Way
(1999) Show Me the Meaning of Being Lonely
(1999)
Clip vidéo
[vidéo] « Larger than Life », sur YouTube
Larger Than Life est une chanson du boys band américain Backstreet Boys extraite de leur troisième album studio, intitulé Millennium et sorti (aux États-Unis) le 18 mai 1999.
Environ trois mois et demi après la sortie de l'album, la chanson a été publiée en single (aux États-Unis, le 3 septembre 1999). C'était le deuxième single tiré de cet album, après I Want It That Way.
La chanson a débuté à la 70e place du Hot 100 du magazine américain Billboard pour la semaine du 18 septembre 1999 et atteint la 25e place dans la semaine du 13 novembre.
Au Royaume-Uni, la chanson a débuté à la 5e place du hit-parade des singles pour la semaine du 24 au 30  october 1999. Elle a également atteint le top 10 dans plusieurs autres pays, y compris l'Allemagne, la Suisse, l'Italie, l'Espagne, les Pays-Bas, la Suède, la Finlande, la Norvège, l'Australie et la Nouvelle-Zélande.